# Tecnológico de Costa Rica
El Tecnológico de Costa Rica (TEC) es una universidad pública de Costa Rica perteneciente al sistema estatal. Fue fundado el 10 de junio de 1971, se modela bajo el modelo de un instituto de tecnología y se enfoca en la enseñanza e investigación de ingenierías y tecnologías.
Inició bajo el nombre oficial de Instituto Tecnológico de Costa Rica (ITCR). Es a partir del 2010 que, a nivel de comunicación, se realizó un cambio en la imagen y pasó a llamarse Tecnológico de Costa Rica (TEC), como nombre promocional.

## Historia
La necesidad de un instituto tecnológico enfocado en ingenierías fue planteada durante el gobierno de José Joaquín Trejos Fernández (1966-1970), debido a los requerimientos competitivos del país. Fue fundado el 10 de junio de 1971, mediante la ley No. 4777 bajo la administración del presidente José Figueres Ferrer
El primer rector fue Vidal Quirós Berrocal, administrador de empresas formado en el Instituto Tecnológico y de Estudios Superiores de Monterrey de México quién asume el cargo a sus treinta y tres años.  

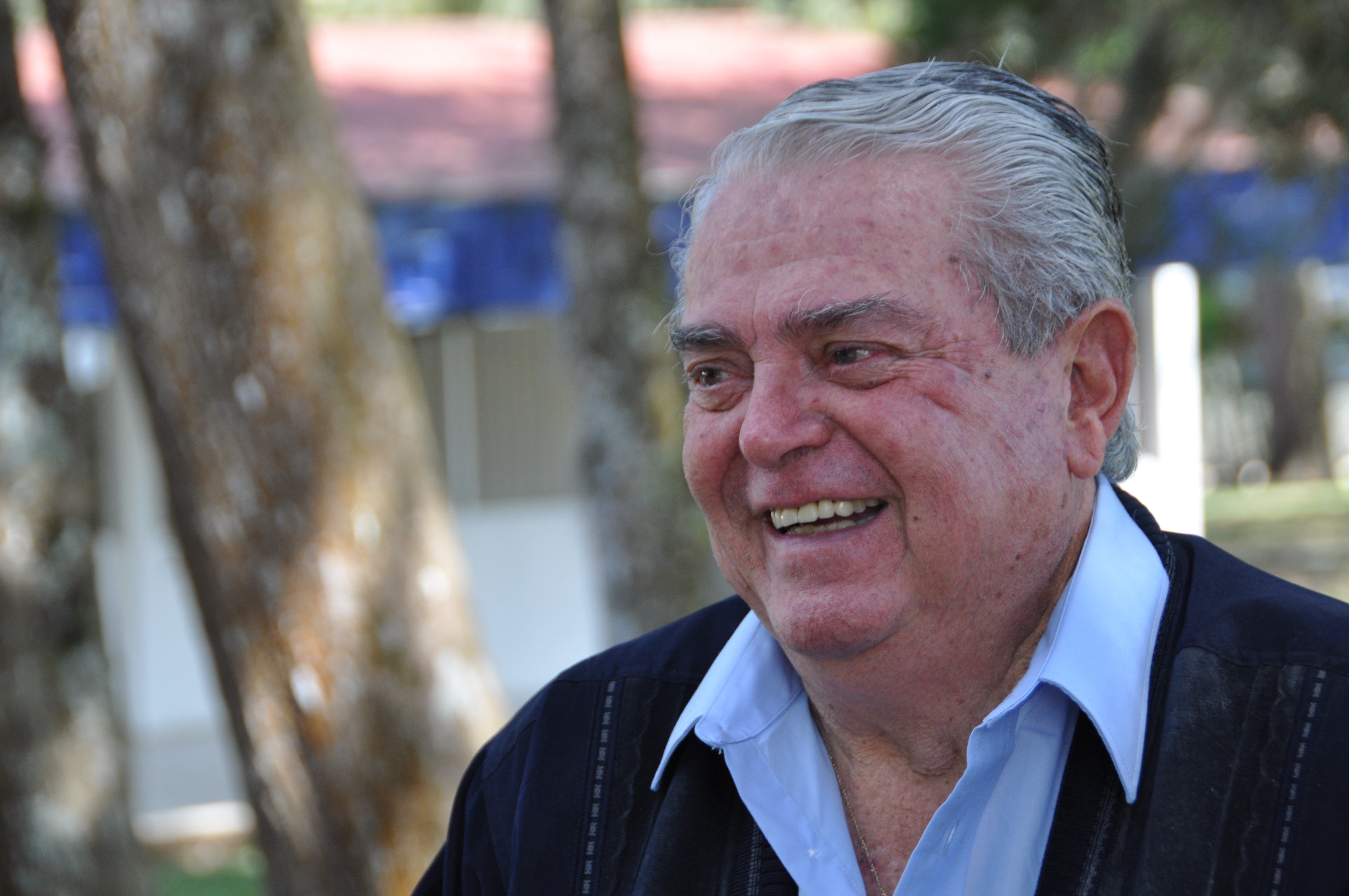
Vidal Quirós, primer rector del TEC

En 1983 se por elección popular adquiere el cargo de rector Roberto Villalobos Ardón, durante este período el TEC inicia su participación en los Juegos Deportivos Nacionales de Costa Rica. También se creó la primera licenciatura adscrita a la Carrera de Administración de Empresas. Se creó la Carrera de Ingeniería en Metalurgia y se abre el programa de la primera maestría, la Maestría en Computación. 

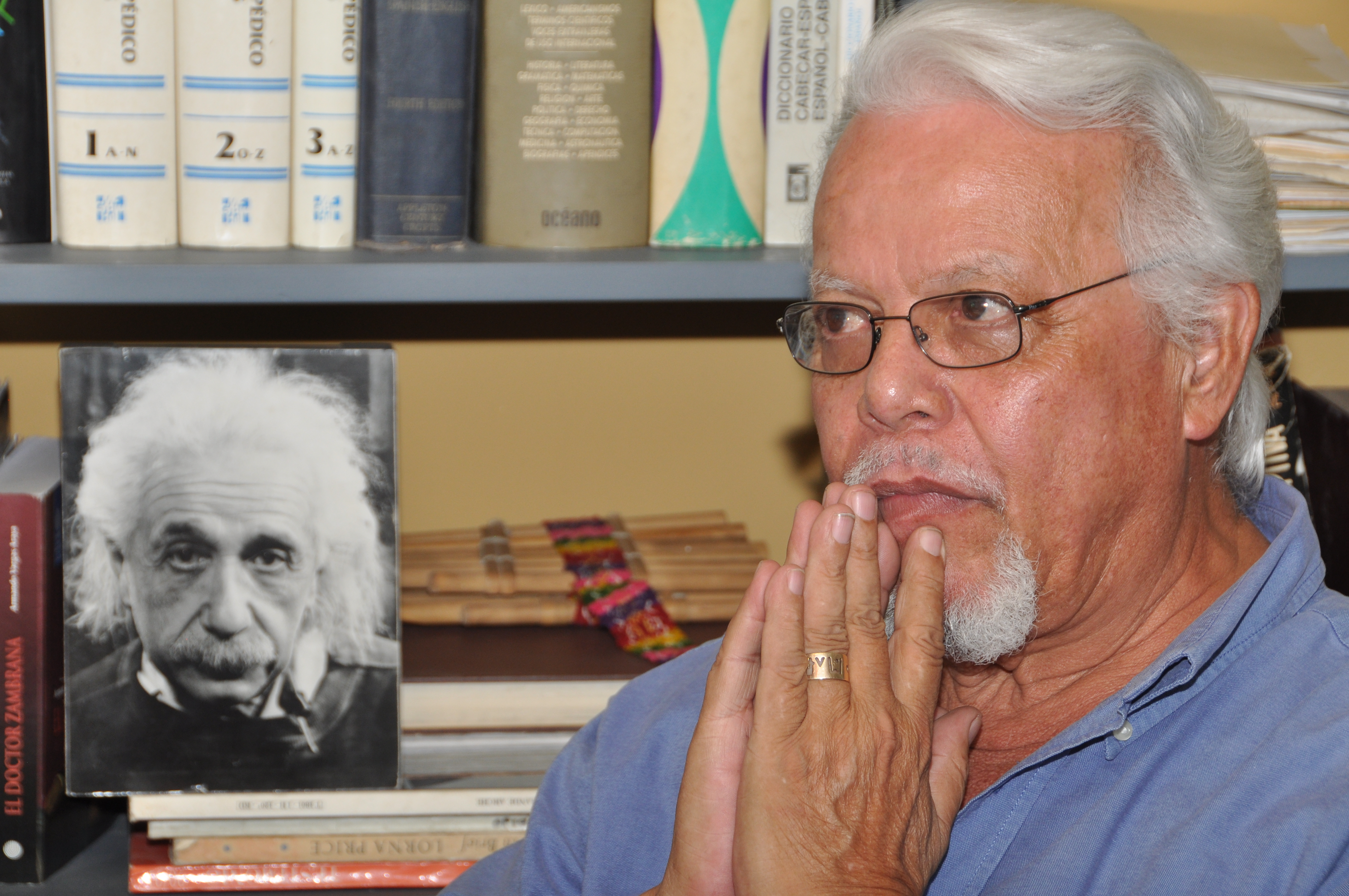
Roberto Villalobos, segundo rector del TEC

En 1987 el máster Arturo Jofré Vartanían se juramentó como Rector del TEC. Este profesor chileno fue llamado al Tecnológico para crear una escuela de administración de empresas. En ese año se graduaron 200 estudiantes y para 1994 ya eran 400 los graduados.

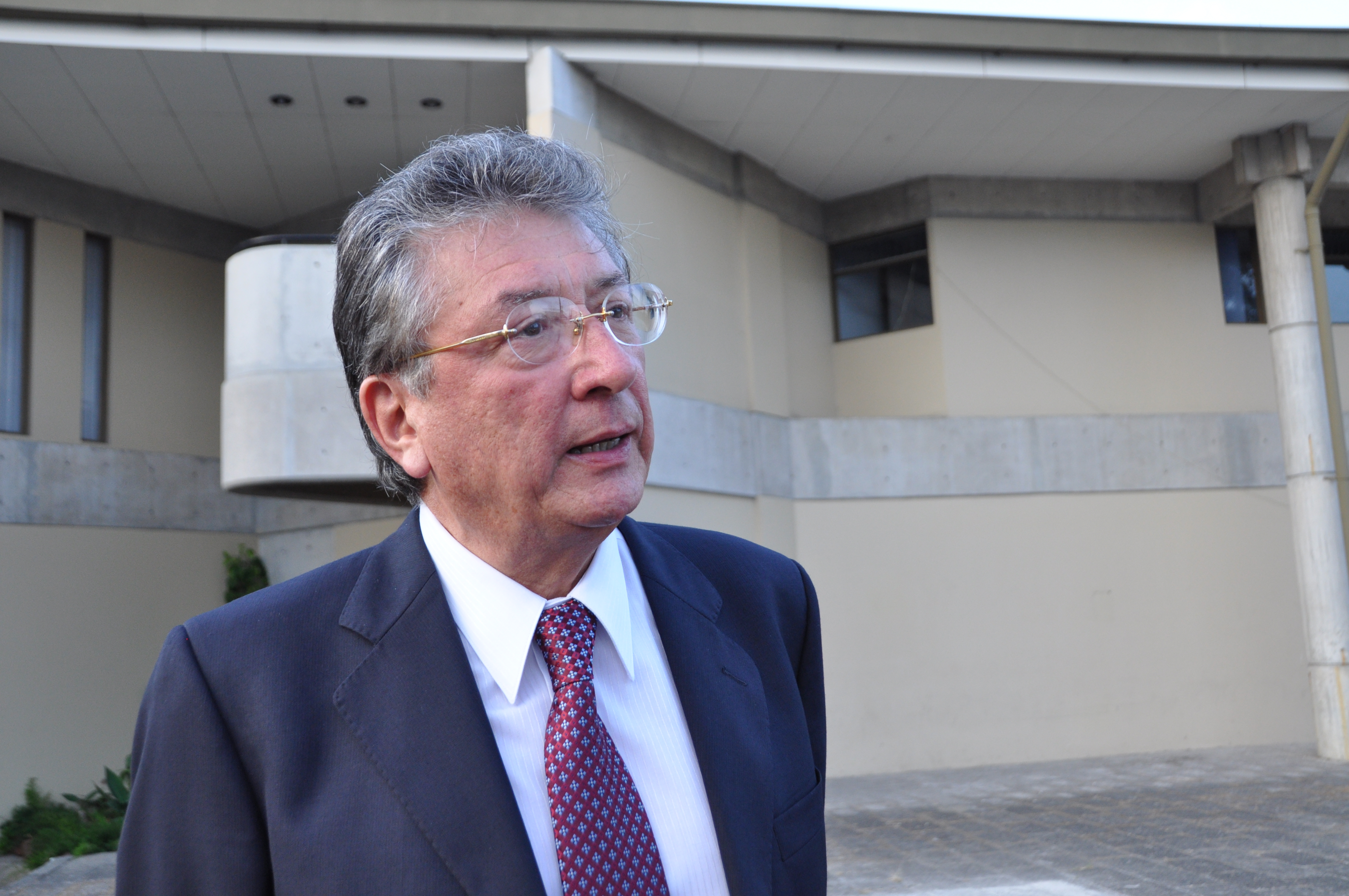
Arturo Jofré, tercer rector del TEC

Durante esta administración se crearon los primeros centros de investigación: en 1988 el Centro de Investigaciones en Computación (CIC) y el Centro de Investigaciones en Vivienda y Construcción (CIVCO).
Producto de la escasez de recursos financieros se vio la necesidad de generar fuentes alternativas de financiamiento, así es como se creó en 1987 la Fundación Tecnológica (Fundatec). Este proyecto permitió tener recursos adicionales y un mejor vínculo con el sector productivo. Con los fondos generados se lograron obras como el Laboratorio de Microcomputadoras (LAIMI).
Durante esta etapa también se adquirieron los terrenos en los cuales se construyó el Centro de Transferencia Tecnológica (CETT) en Zapote. También se llegó a un acuerdo con el Ministerio de Educación Pública para instalar el primer Colegio Científico. 
El ingeniero Alejandro Cruz Molina llegó a la rectoría en 1995. Su pensamiento se enfocaba en una institución creada para mejorar la condición socioeconómica de la provincia de Cartago y también que apoyara al sector empresarial y tecnológico de Costa Rica.

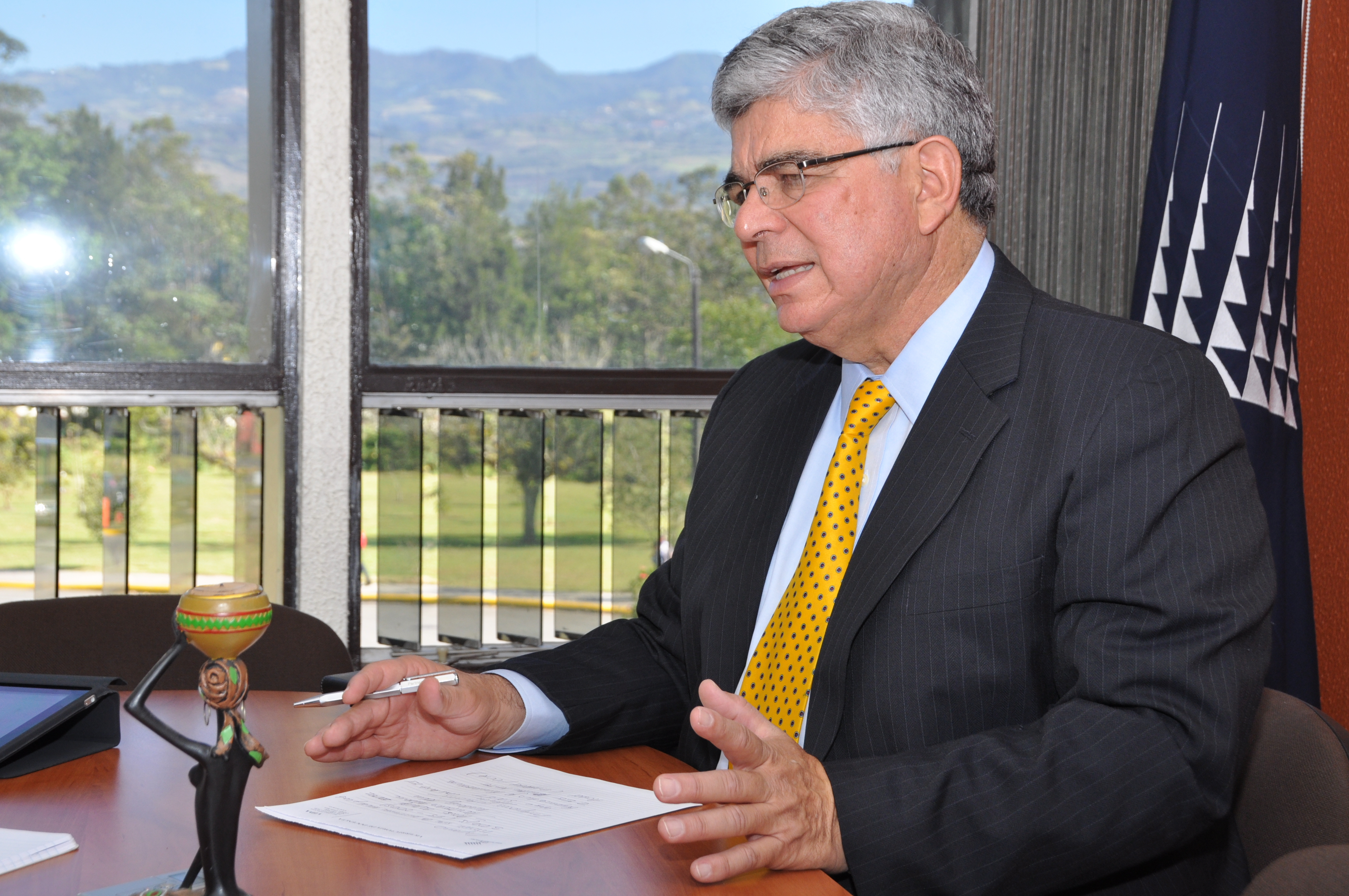
Alejandro Cruz, cuarto rector del TEC

La participación activa del TEC para atraer inversión privada extranjera fue evidente, y el establecimiento de la empresa Intel.
Las carreras que se vieron más impactadas fueron Ingeniería Electrónica, Ingeniería en Computación y la Maestría en Sistemas Modernos de Manufactura.
En esta gestión se concluyó el proceso de acreditación de las dos primeras carreras del TEC a nivel internacional: Ingeniería en Construcción e Ingeniería en Mantenimiento Industrial ante el Engineering Accreditation Board (CEAB) en el 2001. También se creó el Sistema Nacional de la Acreditación de la Educación Superior (SINAES).
En el 2003, el máster Eugenio Trejos Benavides fue elegido como Rector del TEC. Durante su administración se creó el Programa de Admisión Restringida: una opción para estudiantes de escasos recursos económicos, procedentes de colegios públicos, de distritos de bajo índice de desarrollo social y que hayan quedado en condición de elegibles en la prueba de admisión del TEC.

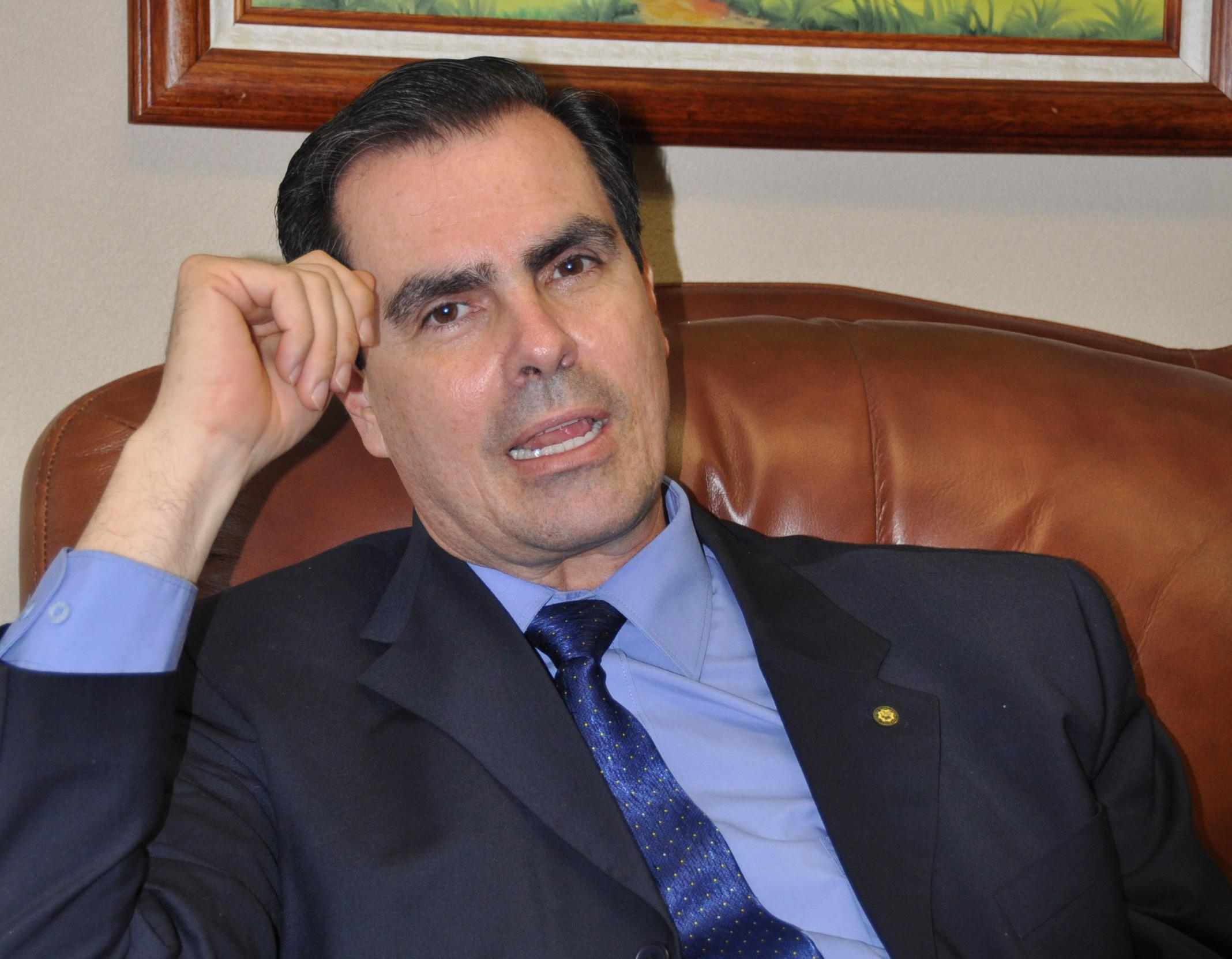
Eugenio Trejos, quinto rector del TEC

Se cumplió con la Ley 7600 "Igualdad de oportunidades para personas con discapacidad". Es por esto que el Consejo Nacional de Rehabilitación menciona al TEC como la universidad costarricense con mayor accesibilidad para las personas con alguna discapacidad.[cita requerida]
Como parte de las opciones académicas, se implementó la carrera de Ingeniería Ambiental, creada en la administración del exrector Alejandro Cruz. También se abrieron las carreras de Administración en Tecnologías de la Información, Ingeniería en Mecatrónica, Ingeniería en Computadores, Gestión del Turismo y Gestión del Turismo Rural Sostenible.
Además, se pusieron en marcha los programas de posgrado, entre ellos el Doctorado en Ciencias Naturales para el Desarrollo, el Doctorado en Intervención Educativa y el Doctorado en Dirección de Empresas, en conjunto con Universidad de Valencia de España.
Esta trayectoria de éxitos se evidencia también en el apoyo a las micro, pequeñas y medianas empresas. Existen más de 100 [cita requerida], creadas a partir del fomento al espíritu emprendedor y la incubación de empresas. Además, el Gobierno tomó las políticas emprendedoras del TEC, dio el fortalecimiento de la Zona Económica Especial (ZEE) de la Región Huetar Norte y la creación de la ZEE en Cartago y la zona sur del país. En San Carlos se creó el Centro de Transferencia Tecnológica y Educación Continua (CTEC).

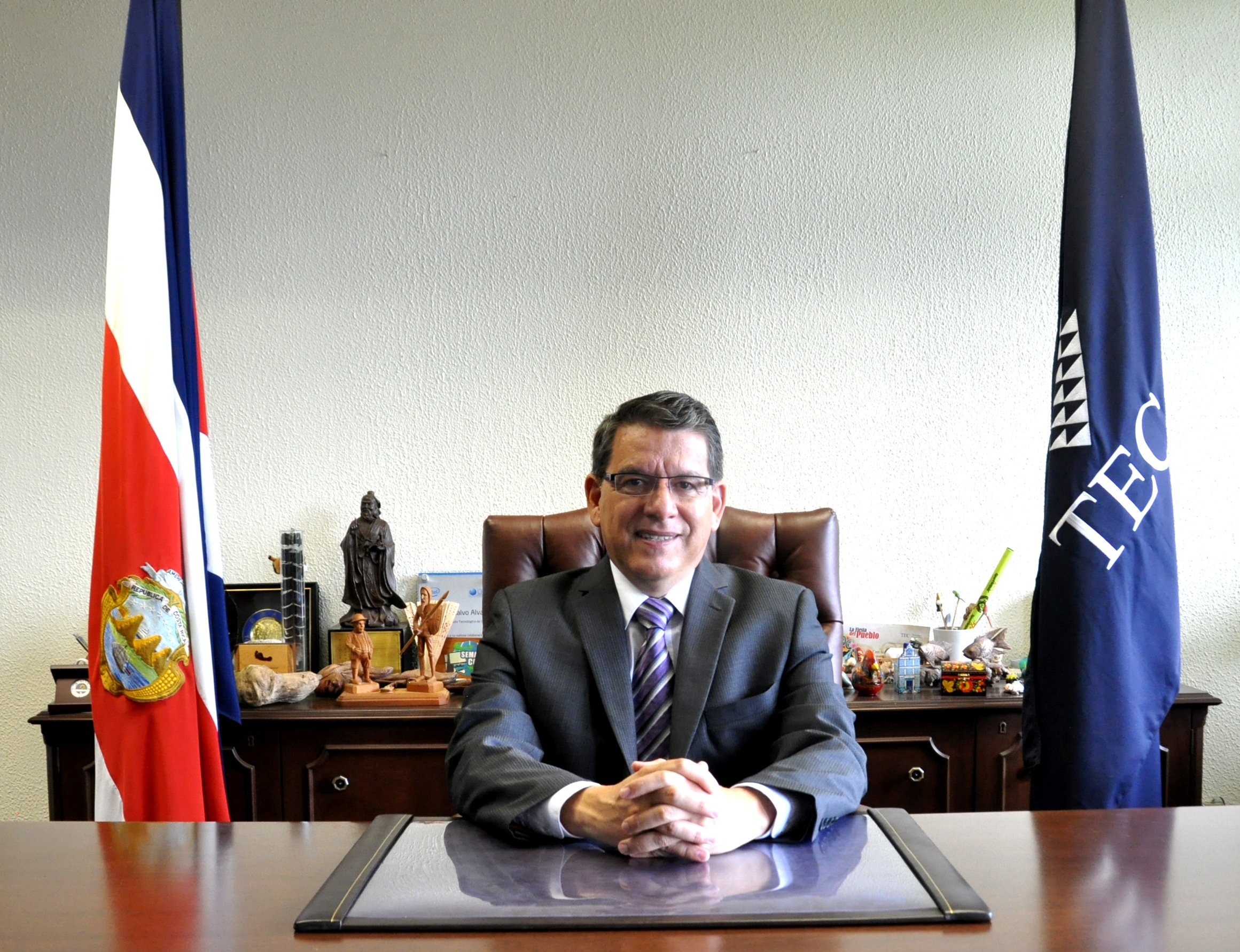
Julio Cesar Calvo, 6° Rector del TEC.

El ingeniero forestal Julio Calvo Alvarado fue elegido como Rector el 2 de junio de 2011. Durante su mandato se continúa con la tarea de expandir la oferta académica del TEC y mejorar su presencia en sedes y centros académicos, así es que se abren las carreras de Ingeniería en Electrónica e Ingeniería en Producción Industrial, en la Sede Regional de San Carlos; e Ingeniería en Computación, en el Centro Académico de Alajuela y el Centro Académico de San José.
También se abren los posgrados de Maestría en Electrónica, Maestría en Ingeniería Vial, Maestría en Cadena de Abastecimiento, Maestría en Dispositivos Médicos, Maestría en Dirección de Empresas, Doctorado en Dirección de Empresas y Doctorado Académico en Ingeniería.
Asimismo, en 2014 se abre la matrícula del nuevo Centro Académico de Limón, con las carreras de Ingeniería en Computación, Ingeniería en Producción Industrial y Administración de Empresas. Las instalaciones se iniciarían a construir en 2016.
En septiembre del 2012, durante la administración de Laura Chinchilla Miranda, se firma el decreto del benemeritazgo del TEC como “Institución Benemérita de la educación, la cultura y la ciencia y la tecnología costarricense”. También, se inaugura el Centro de Transferencia Tecnológica y Educación Continua ubicado en la Sede Regional de San Carlos.
Otros de los aspectos que enmarcan la gestión de Calvo es el Proyecto de Mejoramiento Institucional (PMI), que ha permitido invertir $50 millones de un préstamo del Gobierno con el Banco Mundial para la ejecución de diversas iniciativas en la institución, entre ellas la construcción de los edificios de Residencias Estudiantiles, nueva biblioteca, nuevo comedor, núcleo de Diseño Industrial, núcleo de Tecnologías de la Información, núcleo de Química-Ambiental, núcleo de Seguridad Laboral y nuevos edificios para docencia e investigación en San Carlos y San José.
En el 2019 se elige como rector a Luis Paulino Méndez Badilla.
En 2023 el TEC elige a María Estrada Sánchez como rectora, siendo la primera mujer en liderar la institución luego de 52 años de su fundación.

## Rectores
- Vidal Quirós Berrocal, 1972-1981
- Roberto Villalobos Ardón, 1982-1987[2]
- Arturo Jofré Vartanían, 1987-1995[3]
- Alejandro Cruz Molina, 1995-2003[13]
- Eugenio Trejos Benavides, 2003-2011
- Julio Calvo Alvarado, 2011-2019[14]
- Luis Paulino Méndez Badilla, 2019-2023[10]
- María Estrada Sánchez, 2023-2027[15]

## Campus y centros académicos
El TEC cuenta con tres campus tecnológicos y dos centros académicos.

### Campus Tecnológico Central Cartago
Su Campus Central se ubica en las afueras de la ciudad de Cartago, en el distrito de Dulce Nombre. 

### Campus Tecnológico Local San Carlos

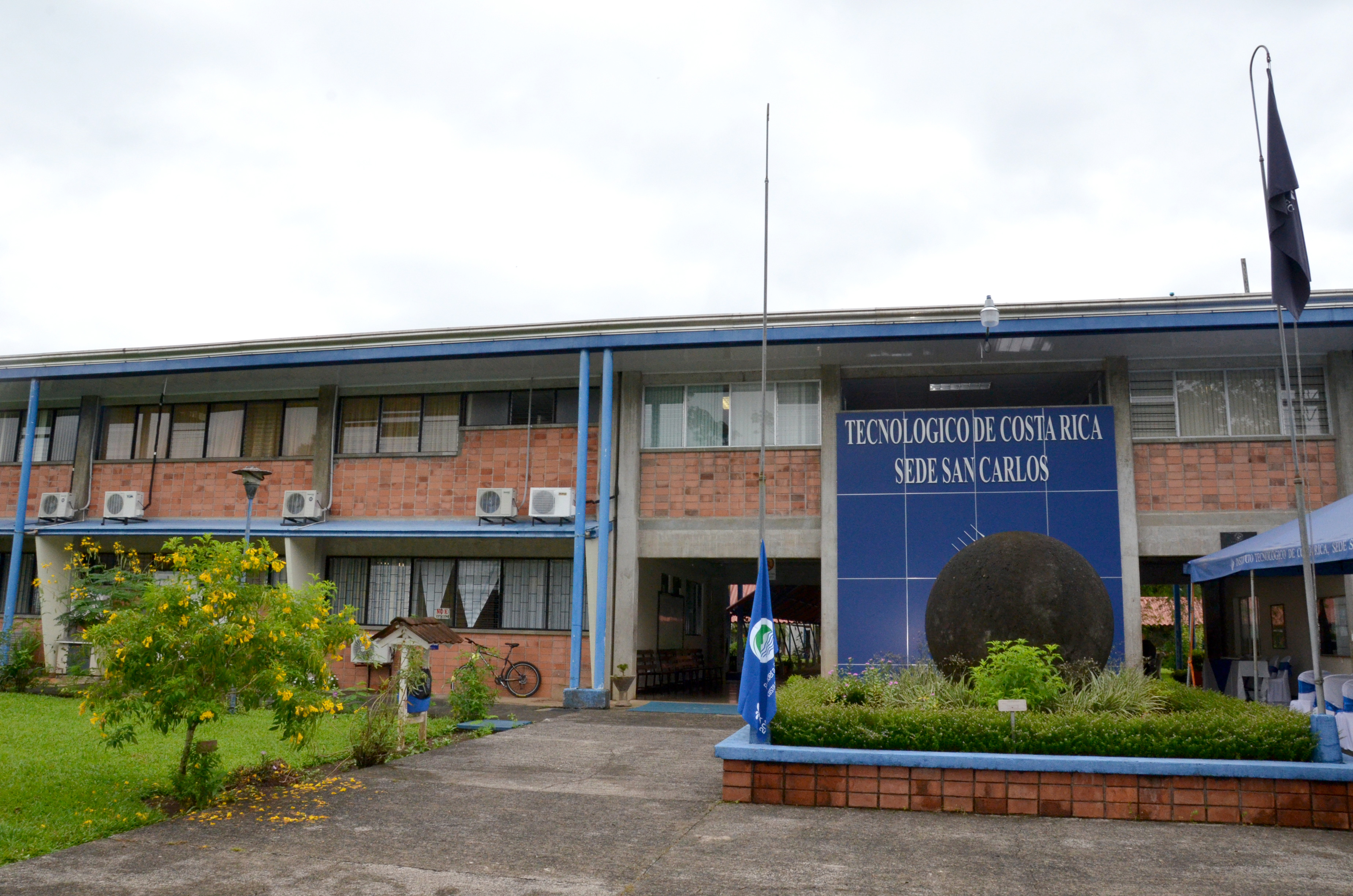
Sede San Carlos del Tecnológico de Costa Rica.

Ubicado en Santa Clara de San Carlos, fue creada en la década de 1975 a solicitud del Ministro de Educación; Fernando Volio, para que el ITCR asumiera la Escuela Técnica Agrícola de San Carlos. Así fue como nacieron el Campus Tecnológico Local San Carlos en 1975 y la Carrera de Agronomía en 1976. Esta última se habilitó y equipó mediante un financiamiento del Banco Centroamericano de Integración Económica (BCIE).
Actualmente en este Campus se imparten las carreras de Ingeniería en Agronomía, Ingeniería en Computación, Administración de Empresas, Ingeniería en Producción Industrial y Gestión en Turismo Rural Sostenible. En el 2013 se da la apertura de la carrera de Ingeniería en Electrónica, la cual es importante para colaborar con el desarrollo tecnológico de la Región.
Otro dato importante del Campus Tecnológico Local San Carlos es el movimiento estudiantil, el cual se representa mediante las Asociaciones Estudiantiles, las cuales son la Asociación de Estudiantes de Agronomía (AEA), la Asociación de Estudiantes de Ingeniería en Computación (ASEICO), la Asociación de Estudiantes de Administración de Empresas (ASOAE), la Asociación de Estudiantes de Ingeniería en Producción Industrial (ASEPI) y la Asociación de Estudiantes Electrónica San Carlos (ADESC).
En Cartago se creó la carrera de Ingeniería Agrícola, con el objetivo de trasladarla a San Carlos; en un futuro cercano. Dicha tarea no se concretó.
El Centro de Transferencia Tecnológica y Educación Continua se ubica en esta sede. 

### Campus Tecnológico Local San José
Ubicado en Barrio Amón, previamente conocido como Centro Académico San José.

### Centro Académico de Alajuela
El Tec hace uso de las instalaciones de la Sede Interuniversitaria de Alajuela (SIUA) dirigido por CONARE donde actualmente se encuentra ubicado el centro académico. Allí se imparten las carreras de Bachillerato en Ingeniería en Computación y Licenciatura en Ingeniería en Electrónica además se dan clases de algunos posgrados y programas del TEC.
La Sede cuenta con representación estudiantil, biblioteca,sector administrativo, aunque carece de áreas recreativas/deportivas, residencias, espacios suficiente en aulas y comedor.

### Centro Académico de Limón
Se ubica en barrio Roosevelt en el distrito de Limón. Desde el 2014 se abrió la matrícula para las carreras de Administración de Empresas, Ingeniería en Computación e Ingeniería en Producción Industrial. Actualmente el Centro Académico de Limón es el único centro universitario en la provincia en tener la acreditación del SINAES en la carrera de Administración de Empresas.

### Centro de Transferencia
El Centro de Transferencia Tecnológica se ubica en Zapote.

## Organización
La mayor autoridad del Tecnológico es la Asamblea Institucional Representativa, que está formada por la representación de docentes, administrativos y estudiantes, y se divide en la Asamblea Institucional Plebiscitaria y la Asamblea Institucional Representativa, y se encarga de políticas generales y ver temas como las reformas al Estatuto Orgánico. 
Le sigue el Consejo Institucional, órgano directivo superior del Tecnológico de Costa Rica. En la jerarquía institucional, se encuentra inmediatamente bajo la Asamblea Institucional. También sirve como espacio de discusión de los temas de trascendencia institucional, ya que en el mismo se encuentran representados los diferentes sectores del TEC. Este se encuentra conformado de la siguiente manera:
- El Rector, quien lo preside.
- 5 representantes docentes, de los cuales uno representa a los campus tecnológicos locales y centros académicos.
- 3 representantes estudiantiles.
- 2 representantes administrativos.
- Una persona representante de los egresados.

Hay varias dependencias que responden directamente a la Rectoría, como la Oficina de Comunicación y Mercadeo, la Oficina de Planificación Institucional, Asesoría Legal, la Oficina de Ingeniería y el Departamento de Administración de Tecnologías de Información y Comunicaciones (Datic).
En el organigrama del TEC, después de la rectoría están las Vicerrectorías, que son cuatro: Docencia, Investigación y Extensión, Administración y Vida Estudiantil y Servicios Académicos.
Luego están las Escuelas, cada una con su Dirección y Consejo de Escuela.

## Federación de Estudiantes del Tecnológico de Costa Rica (FEITEC)

Manifestación estudiantil a favor de la FEITEC en la ciudad de Cartago, Costa Rica

Corresponde al máximo órgano de representación estudiantil del Tecnológico de Costa Rica. Se encuentra compuesta por las diferentes asociaciones de estudiantes de carrera presentes en las distintas sedes del Tecnológico. Su objetivo primordial es velar por el mejoramiento de las condiciones académicas y sociales de sus miembros, jugando un papel trascendental en la dinámica universitaria y nacional como actor crítico de las realidades económicas, políticas y sociales. 
Es reconocida por su papel trascendental en la democratización del Tecnológico de Costa Rica, durante los años 1979-1982 protestó activamente por el mejoramiento de las condiciones estudiantiles y por una mayor participación del estudiantado en el cogobierno del instituto. Estas luchas dieron como resultado una serie de reformas en beneficio del estudiantado, entre las más importantes la aprobación de un nuevo estatuto orgánico del TEC, el cual otorgaba un 25% de representación estudiantil en todos los espacios de toma de decisiones.

## Imagen del TEC
Durante la gestión del Rector Alejandro Cruz se desarrolló un estudio de varios meses para efectuar un cambio en la imagen gráfica y aprobar un nuevo isotipo que cumpliera con ciertas características mínimas para su uso eficiente y a la vez sintetizara el concepto de tecnología en un sentido analógico.[cita requerida]
A partir de este concepto, se diseñó una transformación simple de una línea a un triángulo rectángulo, que insinúa los conceptos de tecnología y transformación.
Se cambiaron los colores verde y amarillo por el azul, debido a que tiene una relación más directa con las áreas de ciencia y tecnología.
En los primeros años, la imagen institucional era representada por los colores amarillo y verde. El diseño del logo fue propuesto por la artista colombocostarricense Hortensia Fernández Caballero.

## Deportes
El TEC ha mantenido dignas representaciones deportivas en múltiples disciplinas como baloncesto, béisbol, voleibol, natación, ajedrez, atletismo, fútbol y ciclismo donde actualmente cuenta con un equipo que participa en competencias nacionales, obteniendo excelente posiciones a nivel nacional. Excelente representación en torneos mundiales universitarios organizados por FISU. Pese a que el apoyo es limitado siempre se procura promover la actividad deportiva en torneos internos, en JUNCOS a nivel nacional y torneos universitarios FISU.
Desde 1977 la A.D. Instituto Tecnológico destaca por el fútbol aficionado de Tercera División. Pero es hasta 1981 que participa por la Segunda División Superior de ACOFA (ANAFA); logrando el título nacional y ascendiendo junto con el Deportivo Cariari de Plaza González Víquez, Club Deportivo Diablos Rojos de San Pablo y Muelle Grande de San Carlos.
El TEC cuenta con representaciones deportivas en las siguientes disciplinas:
- Fútbol
- Balonmano
- Ciclismo de Montaña
- Fútbol Sala - Femenina y Masculino
- Natación
- Tenis de Mesa
- Atletismo - Femenina y Masculino
- Baloncesto - Femenina y Masculino
- Korfbal
- Voleibol - Femenina y Masculino

- Fútbol - Femenina y Masculino
- Ajedrez

## Cultura
El Tecnológico cuenta con diversos cursos y grupos culturales y artísticos que sirven para mejorar el desarrollo personal y profesional de sus estudiantes.
También cuenta con grupos organizados que representan a la institución y la cultura de Costa Rica, tanto a nivel nacional como internacional. Entre estas agrupaciones se encuentran:
- Áncora TEC
- Compañía Folclórica Tierra y Cosecha
- Danza TEC
- Grupo Experimental de Expresión Corporal
- JamTEC
- Orquesta de Guitarras del Tecnológico de Costa Rica
- RitmoTEC
- Teatro TEC

## Oferta académica
|                                                                       | Cartago | San Carlos | San José | Alajuela | Limón | Zapote | San Pedro |
| Programas de Grado                                                    |         |            |          |          |       |        |           |
| --------------------------------------------------------------------- | ------- | ---------- | -------- | -------- | ----- | ------ | --------- |
| Administración de Empresas                                            |         |            |          |          |       |        |           |
| Administración de Tecnología de Información                           |         |            |          |          |       |        |           |
| Arquitectura y Urbanismo                                              |         |            |          |          |       |        |           |
| Educación Técnica                                                     |         |            |          |          |       |        |           |
| Enseñanza de la Matemática con Entornos Tecnológicos                  |         |            |          |          |       |        |           |
| Gestión en Turismo Sostenible                                         |         |            |          |          |       |        |           |
| Ingeniería Agrícola                                                   |         |            |          |          |       |        |           |
| Ingeniería Agronegocios                                               |         |            |          |          |       |        |           |
| Ingeniería Ambiental                                                  |         |            |          |          |       |        |           |
| Ingeniería en Agronomía                                               |         |            |          |          |       |        |           |
| Ingeniería en Biotecnología                                           |         |            |          |          |       |        |           |
| Ingeniería en Computación                                             |         |            |          |          |       |        |           |
| Ingeniería en Computadores                                            |         |            |          |          |       |        |           |
| Ingeniería en Construcción                                            |         |            |          |          |       |        |           |
| Ingeniería en Diseño Industrial                                       |         |            |          |          |       |        |           |
| Ingeniería en Electrónica                                             |         |            |          |          |       |        |           |
| Ingeniería en Mantenimiento Industrial                                |         |            |          |          |       |        |           |
| Ingeniería en Materiales                                              |         |            |          |          |       |        |           |
| Ingeniería en Producción Industrial                                   |         |            |          |          |       |        |           |
| Ingeniería en Seguridad Laboral e Higiene Ambiental                   |         |            |          |          |       |        |           |
| Ingeniería Física                                                     |         |            |          |          |       |        |           |
| Ingeniería Forestal                                                   |         |            |          |          |       |        |           |
| Ingeniería Mecatrónica                                                |         |            |          |          |       |        |           |
| Programas de Maestría                                                 |         |            |          |          |       |        |           |
| Maestría en Administración de Empresas                                |         |            |          |          |       |        |           |
| Maestría en Administración de la Ingeniería Electromecánica           |         |            |          |          |       |        |           |
| Maestría en Cadena de Abastecimiento                                  |         |            |          |          |       |        |           |
| Maestría en Ciencias Forestales                                       |         |            |          |          |       |        |           |
| Maestría en Computación                                               |         |            |          |          |       |        |           |
| Maestría en Desarrollo Económico Local                                |         |            |          |          |       |        |           |
| Maestría en Dirección de Empresas                                     |         |            |          |          |       |        |           |
| Maestría en Educación Técnica                                         |         |            |          |          |       |        |           |
| Maestría en Electrónica                                               |         |            |          |          |       |        |           |
| Maestría en Gerencia de Proyectos                                     |         |            |          |          |       |        |           |
| Maestría en Gestión de Recursos Naturales y Tecnologías de Producción |         |            |          |          |       |        |           |
| Maestría en Ingeniería en Dispositivos Médicos                        |         |            |          |          |       |        |           |
| Maestría en Ingeniería Vial                                           |         |            |          |          |       |        |           |
| Maestría en Salud Ocupacional con Énfasis en Higiene Ambiental        |         |            |          |          |       |        |           |
| Maestría en Sistemas Modernos de Manufactura                          |         |            |          |          |       |        |           |
| Programas de Doctorado                                                |         |            |          |          |       |        |           |
| Doctorado Académico en Ingeniería                                     |         |            |          |          |       |        |           |
| Doctorado en Ciencias Naturales para el Desarrollo                    |         |            |          |          |       |        |           |
| Doctorado en Dirección de Empresas                                    |         |            |          |          |       |        |           |
| Programas Técnicos                                                    |         |            |          |          |       |        |           |
| Administración de Empresas                                            |         |            |          |          |       |        |           |
| Administración de proyectos                                           |         |            |          |          |       |        |           |
| Contabilidad                                                          |         |            |          |          |       |        |           |
| Dibujo Arquitectónico e Ingenieril                                    |         |            |          |          |       |        |           |
| Diseño Gráfico                                                        |         |            |          |          |       |        |           |
| Electricidad                                                          |         |            |          |          |       |        |           |
| Electromecánica                                                       |         |            |          |          |       |        |           |
| Enseñanza del Español                                                 |         |            |          |          |       |        |           |
| Gestión de Ventas                                                     |         |            |          |          |       |        |           |
| Gestión Deportiva                                                     |         |            |          |          |       |        |           |
| Metrología                                                            |         |            |          |          |       |        |           |
| Redes de Computadoras                                                 |         |            |          |          |       |        |           |
| Soporte                                                               |         |            |          |          |       |        |           |
| Supervisión en Producción                                             |         |            |          |          |       |        |           |
| Telemática                                                            |         |            |          |          |       |        |           |